# 財前光希
財前 光希（ざいぜん みつき、1993年8月30日 - ）は、日本の女優、ファッションモデル。熊本県出身。SPACE AGENCY所属。身長160cm。

## 人物
- 趣味：ショッピング、読書、映画鑑賞
- 特技：サックス、水泳

## 出演

### テレビ番組
- ポカリスエット ブカツの天使（2008年4月 - 9月、札幌テレビ放送・青森放送・テレビ岩手・ミヤギテレビ・秋田放送） - 北海道・北東北エリアレギュラー

### CM・広告
- ACジャパン「自転車も車です」九州地域キャンペーン
- ネッツ進学塾

### 映画
- ジンクス!!!（2013年） - 野村雄介の友人 役
- 爪先の宇宙（2017年） - 愛 役
- 私のラブソング、飯塚 - ナレーション兼務

### 舞台
- ワールズエンドガールズスタート（2012年5月3日 - 6日、池袋・シアターKASSAI） - 高見沢恵美 役
- プライベート〜信じたモノはナニカ〜（2018年3月30日 - 4月1日、新宿村LIVE） - 西川瑠璃 役[2]
- 六畳一間で愛してる（2018年6月6日 - 11日、両国・Air studio） - 田島実香 役

### 雑誌
- 日経エンタテインメント!「ポカリスエット ブカツの天使」（日経BP社）[3]
- 週刊ヤングマガジン「新人企画」（講談社）

### プロモーションビデオ
- MONKEY MAJIK「goin' places」 - POCARI SWEAT presents「ブカツの天使」応援ソング